# François Cabarrus
François Cabarrus Lalanne lub Francisco de Cabarrús I hrabia de Cabarrús, wicehrabia de Rabouilhet (ur. 8 października 1752 w Bajonnie, zm. 27 kwietnia 1810 Sewilli) – finansista, polityk i człowiek oświecenia o pochodzeniu francusko-baskijskim, naturalizowany w Hiszpanii. Związany z dworem króla Karola III, Karola IV, rządami Manuela Godoya i Józefa Bonapartego. Odegrał decydującą rolę w założeniu Banco Nacional de San Carlos, pierwszej narodowej instytucji finansowej w Hiszpanii.

## Życiorys
Pochodził z kupieckiej rodziny z francuskiej Bajonny. W 1768 został wysłany przez rodziców do Hiszpanii, żeby szlifował język hiszpański i zdobył doświadczenie w kupiectwie. Od 1770 mieszkał i pracował w Walencji, u przyjaciela rodziców. Ożenił się z jego córką, Marią Antonią Galabert y Casanova. Mieli dwoje dzieci Teresę i Teodora. Zamieszkali w znajdującej się na południe od Madrytu miejscowości Carabanchel Alto, gdzie zarządzali fabryką mydła należącą do dziadka Marii Antonii.
Jako człowiek oświecenia Cabarrus obracał się w kręgach zwolenników postępowych idei i reform. Promował edukację wszystkich stanów niezależnie od sytuacji finansowej, sprzeciwiał się nierozerwalności małżeństwa, krytykował system dziedziczności szlachectwa i majoratu. Uważał również, że zamykanie domów publicznych nie powstrzyma rozprzestrzeniania się chorób wenerycznych. Przyjaźnił się z takimi osobistościami jak Gaspar Melchor de Jovellanos, książę Campomanes, hrabia Floridablanca i hrabia Aranda, którzy podzielali jego oświeceniowe poglądy. Dzięki tym znajomościom został pożyczkodawcą i doradcą finansowym Karola III, który darzył go zaufaniem. W latach 1783–1790 był ministrem finansów. Był pomysłodawcą emisji królewskich bonów (vales reales), które pomogły monarchii finansować wojnę z Anglią odcinającą Hiszpanię od środków z kolonii. Zainicjował założenie Banco Nacional de San Carlos (1782), pierwszej narodowej instytucji finansowej w Hiszpanii. Uczestniczył również w założeniu Królewskiej Kompanii Filipin.
Zaplanował i sfinansował budowę kanału (Canal de Cabarrús) udostępniającego wodę rzek Jarama i Lozoya do użytku rolniczego. Cabarrus, który posiadał pokaźną fortunę, nabył prawa do wód obu rzek. Budowa 12-kilometrowego kanału przypadła na lata 1775–1799.
Po wybuchu rewolucji francuskiej, wśród hiszpańskich polityków i kleru zmienił się pogląd na idee oświeceniowe, obawiano się, że rewolucja dotrze na półwysep Iberyjski. Polityczna kariera Cabarrusa została złamana, został pomówiony o defraudacje i popieranie rewolucjonistów. Był prześladowany przez Inkwizycję, a lata 1790–1792 spędził w więzieniu w Zamku Warownym w Batres. Został uznany za niewinnego i rehabilitowany przez Manuela Godoya, a Karol IV nadał mu tytuł hrabiego de Cabarrús. Ponownie zajmował ważne stanowiska; Karol IV wysłał go jako ambasadora na kongres w Rastadt (1797), a Józef Bonaparte mianował go ministrem finansów, jednak wcześniejsza dyskredytacja była dla niego poważnym ciosem. W czasie wojny niepodległościowej początkowo popierał generała Palafoxa, obrońcę Saragossy, ale później współpracował z rządem Bonapartego. Zmarł w 1810 w Sewilli.